# Argiope minuta
Argiope minuta es una especie de araña araneomorfa género Argiope, familia Araneidae. Fue descrita científicamente por Karsch en 1879.
Habita en Bangladés. La hembra mide de 6 a 12 mm y el macho de 3 a 4 mm. El cefalotórax es redondeado, de color pardusco y cubierto de largos pelos sedosos orientados hacia adelante y de color grisáceo. El esternón es negro, ensanchado, con una banda mediana longitudinal amarillenta y puntos también amarillos que juntos forman una especie de cruz. Los quelíceros son de color amarillo-marrón.